# Kuh-e Soltan Saheb
Der Kuh-e Soltan Saheb ist ein Berg im Osten von Afghanistan.
Der Kuh-e Soltan Saheb liegt 50 km südöstlich der Hauptstadt Kabul in der Provinz Lugar.
Der Berg befindet sich im Westen des Gebirgszugs Safēd Kōh. Mit einer Höhe von 4270 m ist er einer der höchsten Gipfel des Safēd Kōh.